# Matjaž Debelak
Matjaž Debelak   (Braslovče, 27 d'agost de 1965) és un saltador eslovè, ja retirat, que va competir sota bandera iugoslava durant la dècada de 1980.
El 1988, representant Iugoslàvia, va prendre part en els Jocs Olímpics d'Hivern de Calgary, on va disputar dues proves del programa de salt amb esquís. En la prova de salt llarg per equips guanyà la medalla de plata, formant equip amb Primož Ulaga, Matjaž Zupan i Miran Tepeš, mentre en el salt llarg individual guanyà la de bronze, rere Matti Nykänen i Erik Johnsen. Aquests èxits van fer que fos escollit esportista eslovè de l'any 1988.